# Restaurant du Métropole Monte-Carlo
Restaurant du Métropole Monte-Carlo, tidigare Restaurant Joël Robuchon Monte-Carlo, var en medelhavsinspirerad gourmetrestaurang som var belägen inne i det femstjärniga lyxhotellet Hôtel Métropole i Monte Carlo i Monaco. Restaurangen hade blivit tilldelad två Michelinstjärnor. Den ägdes en tid av den franske stjärnkocken Joël Robuchon och drevs av chefskocken Christophe Cussac, en restaurang som de två grundade i juli 2004 med hjälp av hotellet och inredningsdesignern Jacques Garcia.
Både restaurangen och lyxhotellet stängdes 2020 på grund av större renovering och restaurangen blev ersatt av en ny med namnet Les Ambassadeurs by Christophe Cussac.